# Alchemilla polita
Alchemilla polita es una especie de planta del género Alchemilla, perteneciente a la familia Rosaceae.

## Taxonomía
Alchemilla polita fue descrita por S. E. Fröhner en 1995.

## Distribución
Se encuentra en el territorio de España.